# Тарунций (лунный кратер)
Кратер Тарунций (лат. Taruntius) — крупный молодой ударный кратер на северо-западном берегу Моря Изобилия на видимой стороне Луны. Название присвоено в честь римского философа, математика Луция Тарутия Фирмиана (I век до н. э.) и утверждено Международным астрономическим союзом в 1935 г. Образование кратера относится к эратосфенскому периоду.

## Описание кратера

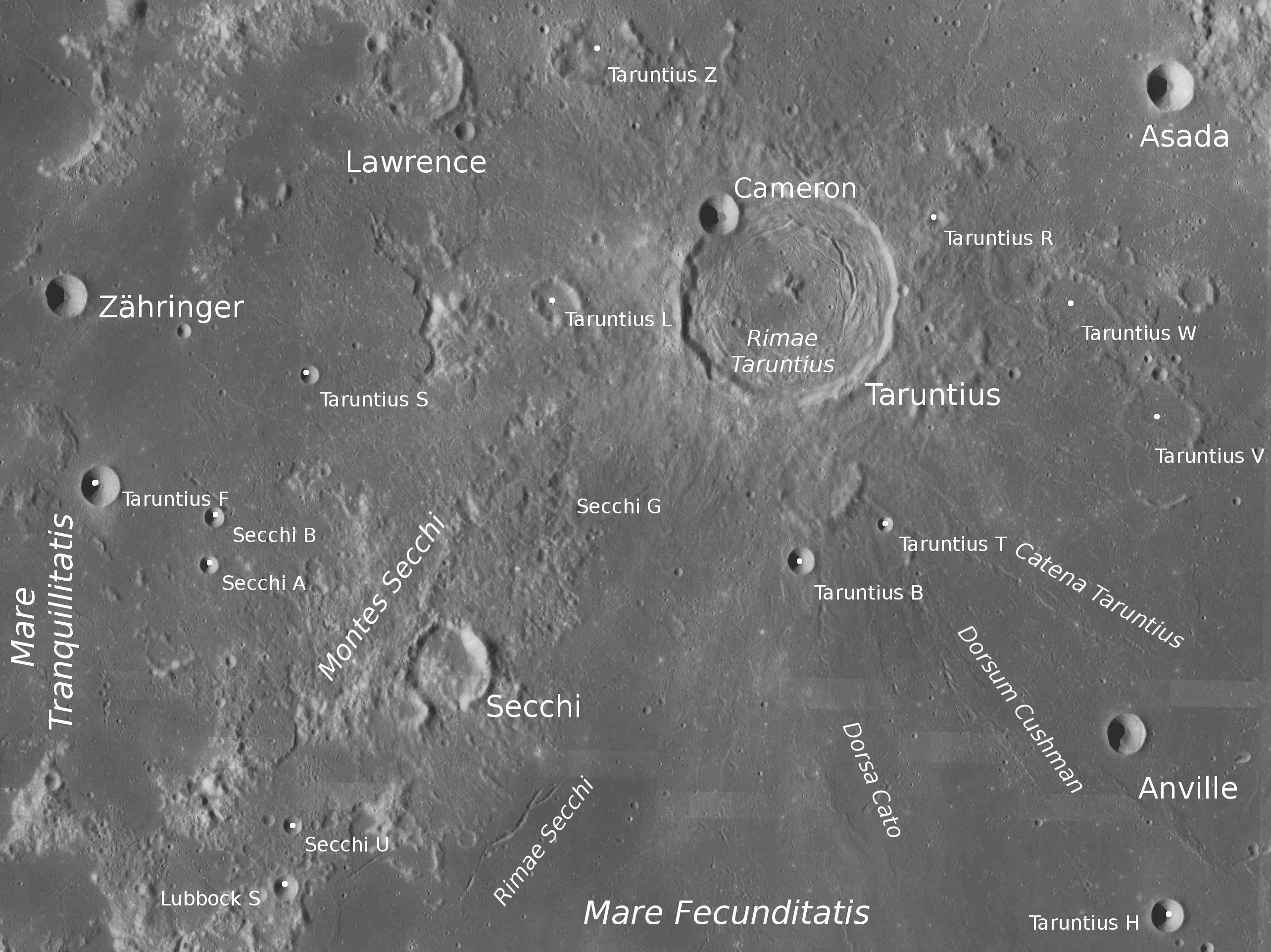
Окрестности кратера Тарунций. Снимок зонда Lunar Reconnaissance Orbiter.

Ближайшими соседями кратера Тарунций являются кратер Лоуренс на западе-северо-западе; кратер Леонардо Да Винчи на севере-северо-западе; кратер Уотс на севере; кратери Асада на востоке-северо-востоке; кратер Анвиль на юго-востоке и кратер Секки на юго-западе. На западе от кратера расположено Море Спокойствия; на севере-северо-западе — Залив Согласия и, за ним, Болото Сна; на юго-востоке — цепочка кратеров Тарунция; на юге-юго-востоке — гряда Кашмена; на юге — гряды Като; на юго-западе — горы Секки. Селенографические координаты центра кратера — 5°30′ с. ш. 46°32′ в. д. / 5,5° с. ш. 46,54° в. д., диаметр — 57,3 км, глубина — 1100 м.

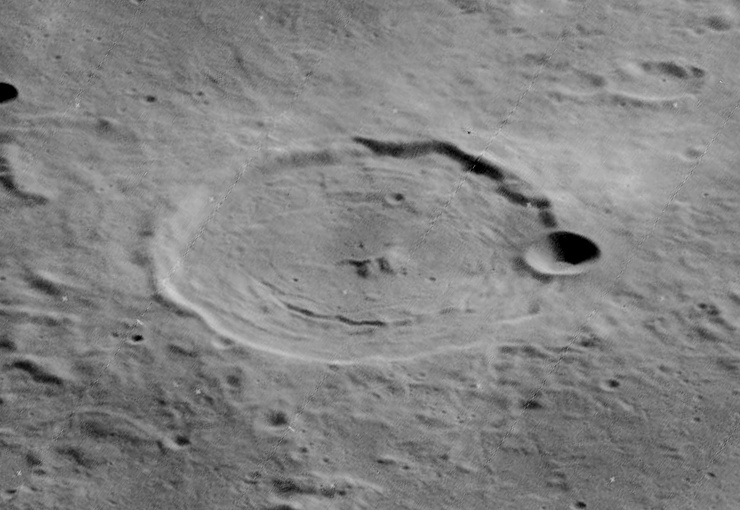
Снимок зонда Lunar Orbiter — IV.

Кратер Тарунций имеет полигональную форму c двойным выступом в юго-восточной части и умеренно разрушен. Судя по приподнятому и растресканному дну, рельеф кратера изменён поднятием морской лавы под ним (толщину интрузива оценивают в 1,9 км, а диаметр — в 30 км). Вал невысок, несколько сглажен, но сохранил довольно чёткие очертания. Северо-западная оконечность вала перекрыта небольшим кратером Камерон. Внутренний склон вала узкий, с уклоном 29° в восточной части. По всей вероятности, внутренний склон имел террасовидную структуру, скрытую ныне после поднятия дна чаши кратера, так что над поверхностью виден лишь уступ верхней террасы. Дно чаши относительно ровное, с системой борозд, названных по имени кратера, которые концентричны по отношению к валу. Массивный комплекс центральных пиков несколько смещен к северу от центра чаши. Высота западной части пиков составляет 1900 м, восточной — 700 м. Южнее центральных пиков и в северной части вала в районе кратера Камерон находятся темные области, которые, вероятно, представляют собой пирокластические отложения.
Кратер Тарунций является центром системы лучей, распространяющихся на расстояние свыше 300 км и включен в список кратеров с яркой системой лучей Ассоциации лунной и планетарной астрономии (ALPO).

## Сателлитные кратеры
| Тарунций | Координаты                                          | Диаметр, км |
| -------- | --------------------------------------------------- | ----------- |
| B        | 3°17′ с. ш. 46°40′ в. д. / 3,29° с. ш. 46,67° в. д. | 7,3         |
| F        | 3°55′ с. ш. 40°31′ в. д. / 3,92° с. ш. 40,51° в. д. | 10,2        |
| H        | 0°20′ с. ш. 49°53′ в. д. / 0,33° с. ш. 49,88° в. д. | 8,6         |
| K        | 0°39′ с. ш. 51°34′ в. д. / 0,65° с. ш. 51,57° в. д. | 5,7         |
| L        | 5°28′ с. ш. 44°31′ в. д. / 5,46° с. ш. 44,52° в. д. | 14,3        |
| O        | 2°14′ с. ш. 54°20′ в. д. / 2,23° с. ш. 54,33° в. д. | 6           |
| P        | 0°04′ с. ш. 51°35′ в. д. / 0,06° с. ш. 51,58° в. д. | 6,8         |
| R        | 6°08′ с. ш. 47°51′ в. д. / 6,14° с. ш. 47,85° в. д. | 4,8         |
| S        | 4°51′ с. ш. 42°21′ в. д. / 4,85° с. ш. 42,35° в. д. | 4,8         |
| T        | 3°36′ с. ш. 47°24′ в. д. / 3,6° с. ш. 47,4° в. д.   | 4,3         |
| U        | 5°32′ с. ш. 50°08′ в. д. / 5,54° с. ш. 50,13° в. д. | 8,7         |
| V        | 4°27′ с. ш. 49°50′ в. д. / 4,45° с. ш. 49,83° в. д. | 19,8        |
| W        | 5°26′ с. ш. 49°03′ в. д. / 5,44° с. ш. 49,05° в. д. | 16,8        |
| X        | 7°52′ с. ш. 52°56′ в. д. / 7,86° с. ш. 52,94° в. д. | 22,6        |
| Z        | 7°34′ с. ш. 44°54′ в. д. / 7,56° с. ш. 44,9° в. д.  | 18,8        |

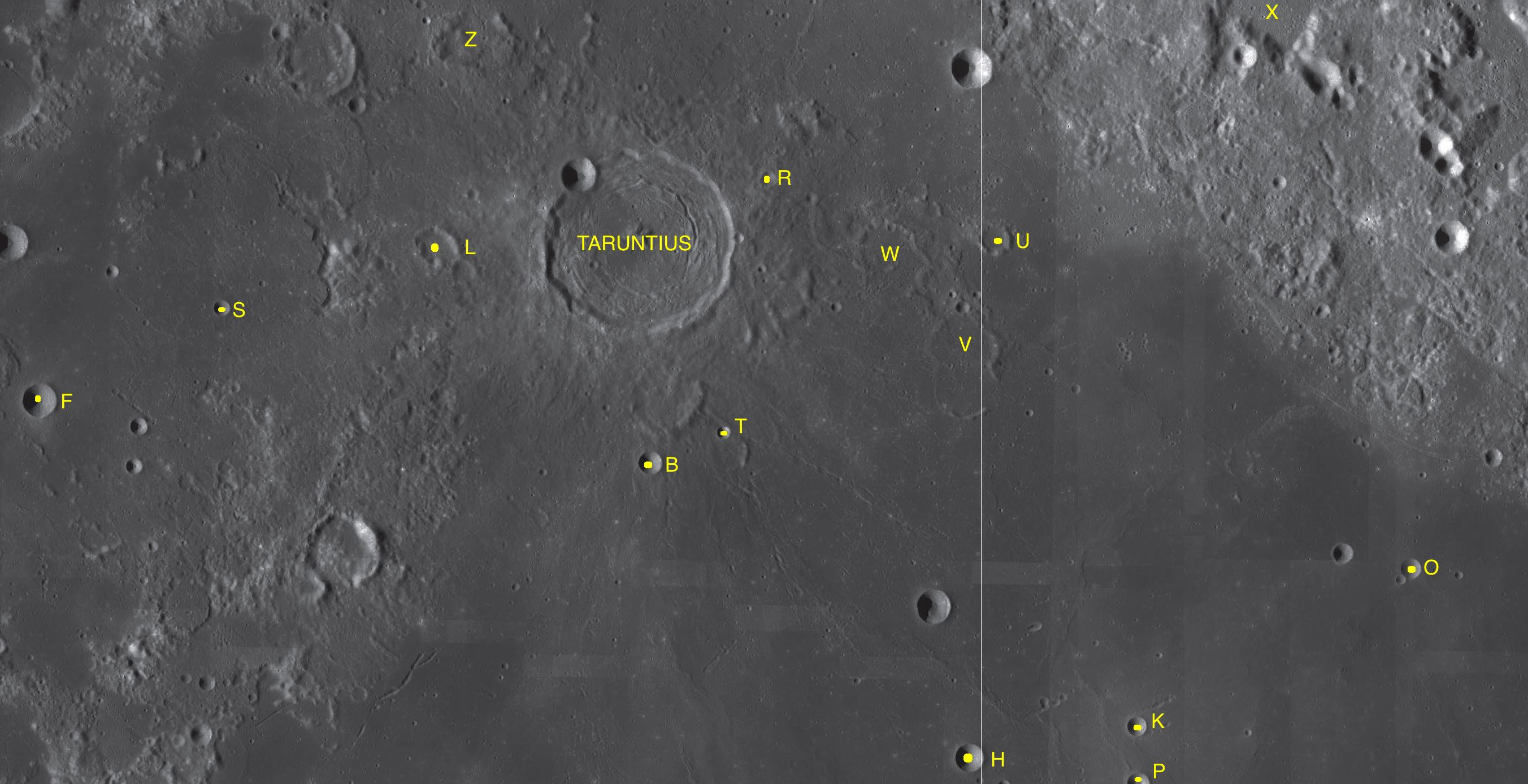
Фрагменты карт LAC-61, LAC-62.

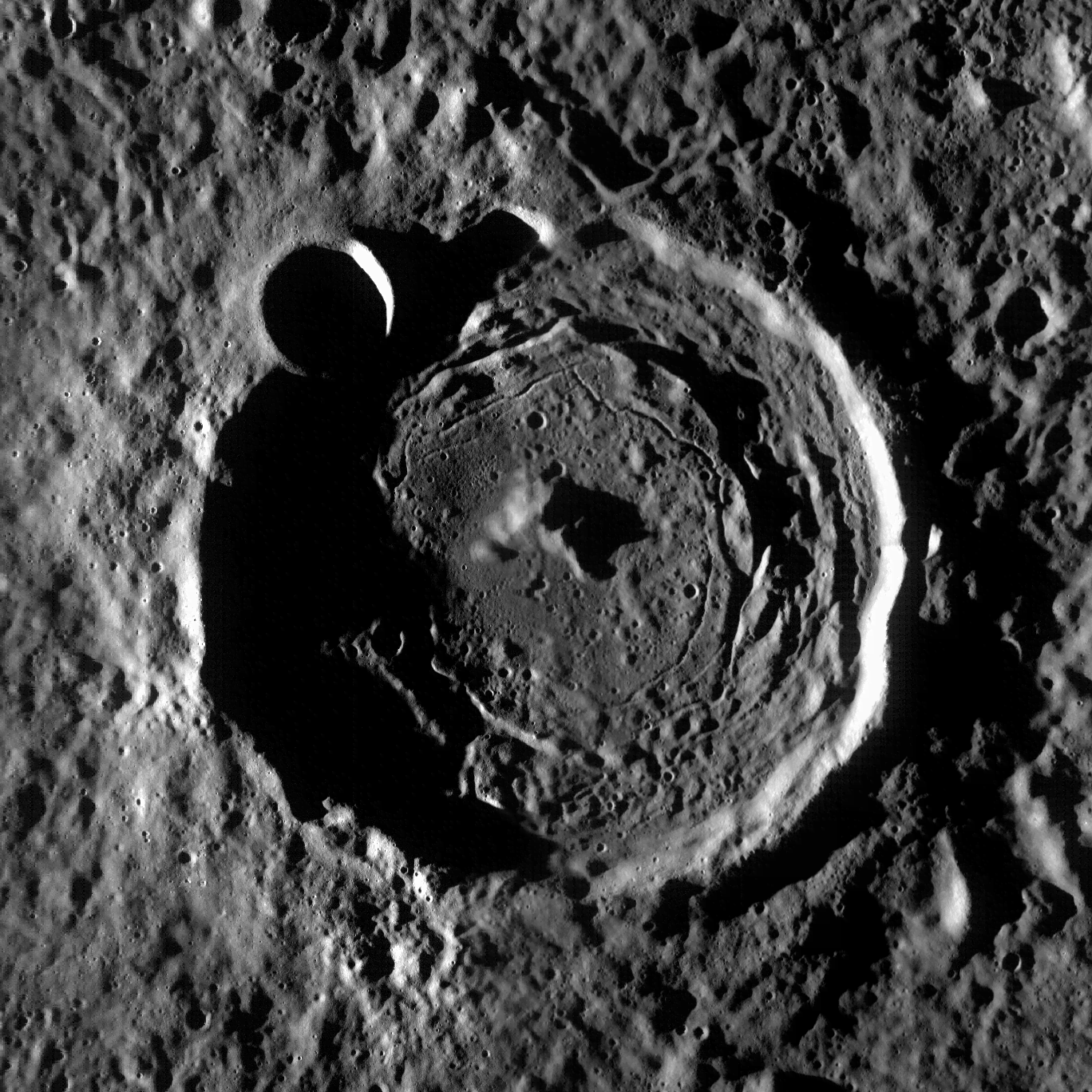
Кратер при косом освещении

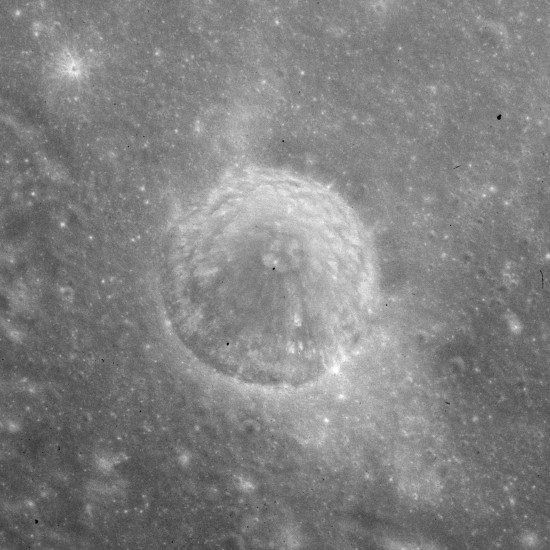
Сателлитный кратер Тарунций F. Снимок с борта Аполлона-15.

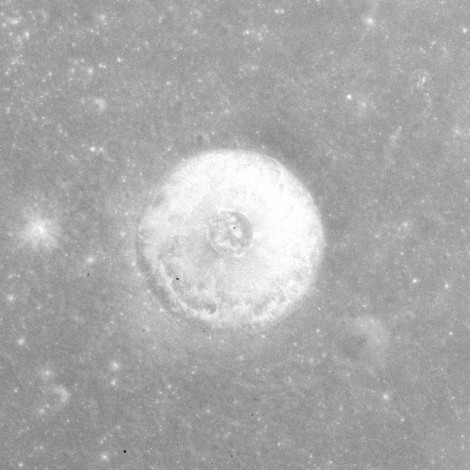
Сателлитный кратер Тарунций H. Снимок с борта Аполлона-15.

- Сателлитный кратер Тарунций A в 1976 г. переименован Международным астрономическим союзом в кратер Асада.
- Сателлитный кратер Тарунций C в 1973 г. переименован Международным астрономическим союзом в кратер Асада.
- Сателлитный кратер Тарунций D в 1973 г. переименован Международным астрономическим союзом в кратер Уотс.
- Сателлитный кратер Тарунций E в 1973 г. переименован Международным астрономическим союзом в кратер Уотс.
- Сателлитный кратер Тарунций G в 1976 г. переименован Международным астрономическим союзом в кратер Анвиль.
- Сателлитный кратер Тарунций M в 1973 г. переименован Международным астрономическим союзом в кратер Лоуренс.
- Сателлитный кратер Тарунций N в 1976 г. переименован Международным астрономическим союзом в кратер Смитсон.
- Образование сателлитного кратера Тарунций H относится к эратосфенскому периоду[8].
- Сателлитный кратер Тарунций K включен в список кратеров с яркой системой лучей Ассоциации лунной и планетарной астрономии (ALPO)[7].
- Сателлитные кратеры Тарунций B, C, F, G, H, O, P относятся к числу кратеров, в которых зарегистрированы температурные аномалии во время затмений. Объясняется это тем, что подобные кратеры имеют небольшой возраст и скалы не успели покрыться реголитом, оказывающим термоизолирующее действие.